# Невес де Кастро, Эдуардо
Эдуардо Невес де Кастро (порт.-браз. Eduardo Neves de Castro; 29 августа 1943, по другим данным 1944, Рио-де-Жанейро — 28 апреля 1969, Сан-Паулу) — бразильский футболист, левый защитник.

## Карьера
Эдуардо Невес родился в семье Иво Невеса де Кастро и Марии Неуса Лимы в районе Кавалканти. Он начал карьеру в клубе «Америка». В феврале 1964 года Эдуардо подписал персональный контракт с командой. Там он составил левый фланг «Америки» вместе с Эду Коимброй.
В 1968 году он перешёл в «Коринтианс», подписав контракт с заработной платой в 1500 новых крузейро в месяц. Защитник дебютировал в клубе в товарищеской игре со сборной штата Мараньян, выйдя на замену вместо Жилсона Порту. 27 апреля 1969 года он провёл последний матч за «Коринтианс» против «Сан-Бенту» (1:1). Всего за «Коринтианс» футболист провёл 71 матч (44 победы, 12 ничьих и 15 поражений) и забил 15 голов.
Эдуардо Невес погиб в автомобильной аварии на трассе Маржинал Тьете. За рулём машины, в которой он ехал, находился его партнёр по команде Лиду. Тот не справился с управлением и врезался в опору моста Вила-Мария, в результате чего оба футболиста погибли.

## Международная статистика
| Матчи Эдуардо Невеса за сборную Бразилии | Матчи Эдуардо Невеса за сборную Бразилии | Матчи Эдуардо Невеса за сборную Бразилии | Матчи Эдуардо Невеса за сборную Бразилии | Матчи Эдуардо Невеса за сборную Бразилии | Матчи Эдуардо Невеса за сборную Бразилии | Матчи Эдуардо Невеса за сборную Бразилии |
| ---------------------------------------- | ---------------------------------------- | ---------------------------------------- | ---------------------------------------- | ---------------------------------------- | ---------------------------------------- | ---------------------------------------- |
| №                                        | Дата                                     | Место проведения                         | Оппонент                                 | Счёт                                     | Голы                                     | Турнир                                   |
| 1                                        | 20 июня 1968                             | Варшава                                  | Польша                                   | 6:3                                      | —                                        | Товарищеский матч                        |
| 2                                        | 23 июня 1968                             | Братислава                               | Чехословакия                             | 2:3                                      | —                                        | Товарищеский матч                        |
| 3                                        | 25 июня 1968                             | Белград                                  | Югославия                                | 2:0                                      | —                                        | Товарищеский матч                        |
| 4                                        | 10 июля 1968                             | Мехико                                   | Мексика                                  | 1:2                                      | —                                        | Товарищеский матч                        |
| 5                                        | 14 июля 1968                             | Лима                                     | Перу                                     | 4:3                                      | —                                        | Кубок Хорхе Чавеса—Сантоса Думонта       |
| 6                                        | 25 июля 1968                             | Асунсьон                                 | Парагвай                                 | 4:0                                      | 1                                        | Кубок Освалдо Круза                      |
| 7                                        | 28 июля 1968                             | Асунсьон                                 | Парагвай                                 | 0:1                                      | —                                        | Кубок Освалдо Круза                      |

## Достижения
- Обладатель Кубка Освалдо Круза: 1968

## Статистика
- Профиль на ogol.com.br